# 巴黎市勳章
巴黎市勳章（法語：Médaille de la Ville de Paris）是一項設立於1911年的巴黎市榮譽勳章，由巴黎市長頒發，根據巴黎市議會或非營利法人提名或提議頒發，授予關於法國首都榮耀的表現。

## 授獎對象
大原則就是廣泛地針對巴黎有助益的對象，例如：搖滾歌手帕蒂·史密斯也獲得過巴黎市勳章。
也有因為時間的累積，給予特殊的受獎，例如：百歲人瑞、祝福結婚紀念日：五十年的金婚、六十年的鑽石婚、七十年的鉑金婚、七十五年的雪花石膏、或是八十年的橡木婚。